# Ebersmunster
Ebersmunster (Ebersmünster in tedesco,Awerschmínster nel dialetto locale) è un comune francese di 573 abitanti situato nel dipartimento del Basso Reno nella regione del Grand Est.

## Storia

### Simboli
Lo stemma del comune si blasona: 
È un'arma parlante: Münster significa "cattedrale" e Eber "cinghiale" in lingua tedesca. Nello stemma è rappresentata la chiesa abbaziale di San Maurizio.

## Società

### Evoluzione demografica
Abitanti censiti